# Adelans-et-le-Val-de-Bithaine
Adelans-et-le-Val-de-Bithaine é uma comuna francesa na região administrativa de Borgonha-Franco-Condado, no departamento de Alto Sona. Estende-se por uma área de 17,3 km². Em 2010 a comuna tinha 306 habitantes (densidade: 17,7 hab./km²).